# Pogrom d'Istanbul

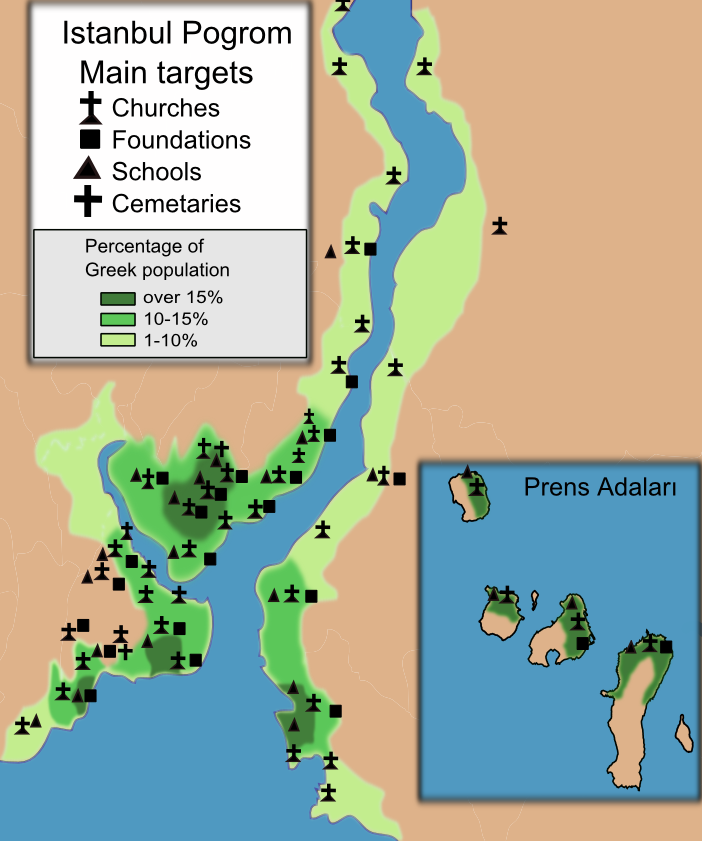
Mapa del Pogrom a Istanbul.

El  pogrom d'Istanbul  (també conegut com els  Disturbis d'Istanbul , en grec, Σεπτεμβριανά, septemvrianà, "esdeveniments de setembre", en turc, 6-7 Eylül Olayları, "esdeveniments del 6-7 de setembre") va ser un pogrom que va tenir lloc entre el 6 i el 7 de setembre de 1955 i va estar dirigit principalment contra les 150.000 persones que integraven la minoria grega a Istanbul. Els jueus i armenis que vivien a la ciutat i els seus negocis també van ser objecte del pogrom, que suposadament hauria estat orquestrat pels militars del Departament Especial de Guerra que incloïa la branca turca de l'Operació Gladio anomenada Contra-Guerrilla. Igualment, es va sospitar de la participació del Partit Demòcrata, aleshores en el govern.
Els esdeveniments es van desencadenar per unes notícies falses sobre el bombardeig el dia anterior de la casa a Salònica (Grècia), on havia nascut Mustafa Kemal Atatürk el 1881.
Una multitud turca, la major part de la qual havia estat transportada amb anterioritat a la ciutat, va assaltar la comunitat grega d'Istanbul durant nou hores. Moltes persones van patir humiliacions i actes reprobables. Encara que la multitud no va fer una crida explícit a matar grecs, més d'una dotzena de persones van morir durant o després del pogrom com a resultat de les pallisses i incendis premeditats.
El pogrom va accelerar en gran manera l'emigració de l'ètnia grega (Rum, en turc) de la regió d'Istanbul; la població minoritària grega es va reduir de 135.000 el 1924 al voltant de 7000 el 1978. Segons les xifres publicades el 2008 pel Ministeri d'Afers Exteriors de Turquia, el nombre actual de ciutadans turcs d'ascendència grega se situaria entre 3.000 i 4.000 persones, però segons Human Rights Watch, la població grega veritable a Turquia s'estimava en poc més de 2.500 persones l'any 2006.
Alguns veuen el pogrom com una continuació del procés de turquificació que es va iniciar amb el declivi de l'Imperi Otomà,

 més de ser un assumpte contemporani i bilateral. Per donar suport a aquest argument, s'addueix el fet que amb prou feines 40% de les propietats pertanyien a altres minories.

## Antecedents

### Els grecs d'Istanbul
Constantinoble (la moderna Istanbul) va ser la capital de l'Imperi Romà d'Orient fins a 1453, quan la ciutat va ser conquerida per les tropes otomanes. Tanmateix, una gran comunitat grega va continuar vivint a la ciutat. La població grega, particularment els fanariotes, va tenir un paper significatiu en la vida social i econòmica de la ciutat i en la vida política i diplomàtica de l'Imperi Otomà en general. Aquesta situació va continuar després de l'establiment d'un estat grec independent a 1829. Fins i tot alguns grecs van servir en el servei diplomàtic otomà durant el segle xix.
Després de la guerra greco-turca, el col·lapse de l'Imperi Otomà i l'establiment de la República de Turquia, es va signar un acord d'intercanvi de poblacions entre Grècia i Turquia que va resultar en el desarrelament de tots els grecs a Turquia (i dels turcs a Grècia) del lloc on havien viscut per segles.
Les mesures punitives, com ara la llei parlamentària de 1932, van prohibir als ciutadans estrangers viure a Turquia d'una sèrie de 30 negocis i professions, des de la sastreria i fusteria fins a la medicina, el dret i el corretatge d'immobles. L'impost a la riquesa imposat el 1942, també va servir per reduir el poder econòmic dels homes de negocis grecs a Turquia.

### Context
El pogrom va ser provocat per l'apel·lació grega a l'ONU de demanar l'autodeterminació de Xipre. Els britànics, que eren la potència colonial a l'illa, van instar les dues parts a trobar una solució pacífica a la disputa de Xipre. Els nacionalistes grecs van tractar de pacificar per la força la població turc-xipriota de manera que el Partit Demòcrata governant realitzés una demostració de força per convèncer els grecs que, en última instància, l'annexió fracassaria, abans que s'iniciés la Conferència Tripartita de Londres el 29 d'agost. L'objectiu britànic a la conferència era impedir que Grècia portés la disputa al Consell de Seguretat de Nacions Unides, ja que preferia que romangués com un assumpte entre Grècia i Turquia, davant la possibilitat que pogués ser qualificada com una lluita anticolonialista. Per tal d'aconseguir això, va animar Turquia perquè provoqués Grècia. L'agost de 1954, l'ambaixador britànic va donar un discurs en què va sostenir que els llaços greco-turcs eren superficials, de manera que no es perdria res si alguna cosa arribés a passar a la casa d'Ataturk a Salònica, per exemple. Més clarament, un funcionari del Foreign Office va dir que una mica d'agitació seria beneficiosa per a Turquia. Per la seva banda, el parlamentari John Strachey va afirmar que, en qualsevol cas, Turquia tenia una gran minoria ètnica grega a Istanbul com una carta per jugar contra Grècia, si aquesta considerava la possibilitat d'annexionar-se Xipre.
Des de 1954, estudiants i diverses organitzacions nacionalistes, com la Federació Nacional d'Estudiants de Turquia (en turc, Milli Türk Talebe Birliği), Ömer Sami Coşar l'editor del diari Hürriyet i la societat "Xipre és turca" (en turc, Kibris Türktür Cemiyeti), van protestar contra la minoria grega i el Patriarcat Ecumènic.